# Битва под Монастырищем
Бой под Монастырищем — сражение во время восстания Богдана Хмельницкого, произошедшее 20—21 марта 1653 года под местечком Монастырище. Казацкому отряду под предводительством Ивана Богуна удалось остановить наступление польского войска во главе со Стефаном Чарнецким, предпринявшим новый поход на Гетманщину.
В марте 1653 год польский корпус обозного коронного, киевского каштеляна Стефана Чарнецкого, насчитывавший в 20 000 человек (вместе со слугами), начал наступление на Гетманщину так называемым «Черным путем». Чарнецкий, используя тактику подвижных конных отрядов, двигался по «Черному пути» чрезвычайно быстрым маршем из Северо-Восточной Волыни. Были захвачены и выжжены небольшие казацкие крепости Самгородок, Погребище, Прилука, Липовец, а также казачьи деревни и хутора. Застигнутый врасплох полковник Иван Богун, командир Кальницкого полка, сумел собрать только 400 казаков и решил заблокировать продвижение противника в направлении Умани. 
Богун со своим отрядом занял оборону в Монастырище и двое суток отбивал атаки превосходящих сил противника. Когда польские войска ворвалось в городские пригороды и захватили крепостной вал и начали разбирать палисад, Богун прибег к хитрости и приказал сотне конников, одетых в кожухи, вывернутые по-татарски шерстью наверх, с криком напасть по плотине с тыла на польский обоз. Сам он с остальными ударил с другой стороны. Среди польских солдат началось замешательство, которое после получения Чернецким тяжелого ранения в лицо переросло в панику. Поляки, думая, что на помощь казакам пришла татарская орда, бросили свой обоз и бежали от Монастырища в направлении Липовца. 
Казаки преследовали бегущего противника, и по свидетельству современников вся дорога в сторону городка Цыбулов, по которой бежали поляки, была покрыта телами немецких наемников и польских солдат. В то же время из Умани на помощь Ивану Богуну с несколькими полками спешил сам гетман Богдан Хмельницкий, однако опоздал.